# Cuprorodsita
La cuprorodsita és un mineral de la classe dels sulfurs, que pertany al grup de la linneïta. El seu nom fa referència al seu contingut de coure (cupro-), rodi (-rod-) i sofre (-s-).

## Característiques
La cuprorodsita és un sulfur de fórmula química CuRh₂S₄. Cristal·litza en el sistema isomètric en forma d'inclusions petites en grans d'isoferroplatí, que mesuren fins a 300 μm. La seva duresa a l'escala de Mohs és de 5 a 5,5. Forma una sèrie de solució sòlida amb la cuproiridsita.
Segons la classificació de Nickel-Strunz, la cuprorodsita pertany a «02.D - Sulfurs metàl·lics, amb proporció M:S = 3:4» juntament amb els següents minerals: bornhardtita, carrol·lita, cuproiridsita, daubreelita, fletcherita, florensovita, greigita, indita, kalininita, linneïta, malanita, polidimita, siegenita, trüstedtita, tyrrel·lita, violarita, xingzhongita, ferrorhodsita, cadmoindita, cuprokalininita, rodostannita, toyohaïta, brezinaïta, heideïta, inaglyita, konderita i kingstonita.

## Formació i jaciments
La cuprorodsita es forma en placers al·luvials. Va ser descoberta a partir de mostres trobades en dos indrets distints de Rússia: el mont Filipp, a l'óblast de Kamtxatka i el massís Txad, al krai de Khabàrovsk. També ha estat descrita a Austràlia, Àustria, el Brasil, Bulgària, el Canadà, Colòmbia, l'Equador, Etiòpia, Finlàndia, França, Itàlia, Madagascar, altres indrets de Rússia i Sierra Leona.
Sol trobar-se associada a altres minerals com: isoferroplatí, cuproiridsita, malanita, osmi natiu, iridosmina, laurita, erlichmanita, cooperita, sperrylita, calcopirita i bornita.